# Aorrta
Aorrta (Eigenschreibweise AORRTA) ist ein Musikprojekt des Musikers Renato Matteucci aus Basel. Das Projekt wurde im Jahre 2021 gegründet und hat zwei Studio-EPs und eine Live-Session veröffentlicht. Die Musik von AORRTA wird mit einem modularen Synthesizer komponiert und ist auch Live zu hören.

## Geschichte
Renato Matteucci hat bereits mit der Band Echolot (Band) vier Studio-Alben produziert und bei der Musiklabel Sixteentimes Music veröffentlicht und verschiedene Europatourneen gespielt. Im Jahr 2021 hat sich Renato Matteucci voll und ganz seiner Passion für die elektronischen Klängen hingegeben und ist in die Klangwelten der modularen Synthesizer eingetaucht. Diese sind nun auf den beiden Studio-EPS Lorica (2023) und Alpdrone (2024) so wie auf der Live-Session Byrrs (2024) zu hören.

## Diskografie
| Jahr | Titel    | Anmerkung                                                                    | Musiklabel               |
| ---- | -------- | ---------------------------------------------------------------------------- | ------------------------ |
| 2023 | Lorica   | Digitaler Release und physisch als Tape, Veröffentlicht am 6. September 2023 | Turves Records           |
| 2024 | BYRRS    | Digitaler Release, Veröffentlicht am 1. September 2024                       | Jurassic Ambient Records |
| 2024 | ALPDRONE | Digitaler Release, Veröffentlicht am 11. November 2024                       | Bambient Records         |